# Tatiana Poniaieva-Tretiakova
Tatiana Poniaieva-Tretiakova (rus: Татьяна Петровна Поняева-Третьякова)  (Moscou, 13 de desembre de 1946) va ser una jugadora de voleibol russa que va competir per la Unió Soviètica durant les dècades de 1960 i 1970.
Durant la seva carrera esportiva va prendre part en dues edicions dels Jocs Olímpics. En ambdues, 1968 i 1972, va guanyar la medalla d'or en la competició de voleibol.
En el seu palmarès també destaca la victòria al Campionat del Món de voleibol de 1970 i la medalla de plata al de 1974. El 1973 guanyà la Copa del Món de voleibol i també guanyà dues edicions del Campionat d'Europa, el 1967 i 1971. A nivell de clubs jugà al CSKA de Moscou, entre 1965 i 1972, i posteriorment al Dinamo de Moscou, fins a 1977. Guanyà set edicions de la lliga soviètica (1965, 1966, 1968, 1969, 1973, 1975 i 1977) i cinc de la Copa d'Europa de voleibol (1966, 1967, 1974, 1975 i 1977), com a títols més destacats.